# Уцзи (философия)
Уцзи (упр. китайский: 无极; трад. китайский: 無極, букв. «без крыши») — понятие из китайской философии, обозначающее бесконечность. В неоконфуцианской космологии это слово означает «изначальную вселенную» до «Высшего предельного» (тайцзи) состояния бытия.

Схематическое изображение уцзи

## Этимология
Слово «уцзи» образовано путём соединения китайских слов «у» (что означает «ничто») и «цзи». Цзи (極) — многозначное слово. Чаще всего используется для обозначения крыши.

## Применение

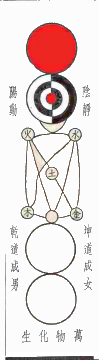
Один из вариантов изображения тайцзиту

Упоминания понятия уцзи можно найти в китайских классических текстах, связанных с различными школами китайской философии, включая даосизм и конфуцианство. Чжан и Райден резюмируют философскую трансформацию уцзи:
Выражение «уцзи» встречается в текстах «Лао-цзы» и «Чжуан-цзы», а также в трудах логиков. Никакого особого философского значения оно не имеет. Однако в философии династии Сун то же самое выражение следует переводить как «предел небытия», поскольку отрицательный элемент больше не определяет слово «предел», а, скорее, квалифицируется словом «предел», здесь на философском жаргоне песни можно перевести как «высший». У = Ничто, Пустота, Ноль; Цзи = Энергия. Даже наука теперь говорит, что основное состояние нашей Вселенной состоит из энергии нулевой точки. У-цзи является источником тайцзи.

### Дао дэ Цзин
Термин уцзи впервые появляется в Дао Дэ Цзин (ок. 4 века до н. э.) в контексте возвращения к своей первоначальной природе:
Познай белизну, Поддержи черноту и будь образцом для всех под небом. Будучи образцом для всего поднебесной, Вечная целостность не ошибется. Если вечная целостность не ошибется, Ты вернешься в бесконечность

知其白，守其黑，為天下式。為天下式，常德不忒，復歸於無極.

### Чжуан-цзы
В даосском Чжуанцзы (ок. III—II вв. до н. э.) слово уцзи упоминается четыре раза. Согласно Чжану и Райдену, в Чжуанцзы слово уцзи «всегда относится к бесконечному и безграничному».
Меня поразили его слова, которые были безграничны, как Млечный Путь. Они были экстравагантны и далеки от человеческого опыта.
吾驚怖其言，猶河漢而無極也；大有徑庭，不近人情焉。
Кто может объединяться в отказе от сотрудничества и сотрудничать в отказе от сотрудничества? Кто может вознестись на небеса и блуждать во мгле, преодолевая бесконечность, забывая себя в жизни на веки вечные и без конца?
孰能相與於无相與，相為於无相為？孰能登天遊霧，撓挑無極，相忘以生，无所終窮？
Войти в врата неисчерпаемости И бродить по полям бесконечности. Я солью свой свет со светом солнца и луны, И стану вечным с небом и землей.
入无窮之門，以遊无極之野。吾與日月參光，吾與天地為常。
[Он] забудет все, но будет обладать всем. Его спокойствие будет безграничным, но за ним последует множество совершенств. Это Путь неба и земли, честность мудреца.

无不忘也，无不有也，澹然无極而衆美從之。此天地之道，聖人之德也。
В этом же тексте также используется родственное слово уцюн (無窮; «бесконечный; неисчерпаемый») около 25 раз, например:
Предположим, что существовал кто-то, кто мог бы ездить на истине неба и земли, кто мог бы колесничать на трансформациях шести жизненных дыханий и тем самым путешествовать в бесконечности, на что бы ему пришлось положиться?

若夫乘天地之正，而御六氣之辯，以遊無窮者，彼且惡乎待哉？

### Сюнь-цзы
В конфуцианском тексте Сюнь-цзы (ок. III века до н. э.) трижды используется уцзи (что означает «безграничный»). В одном контексте оно используется для описания легендарной лошади и проводится параллельно с wuqiong, что означает «неисчерпаемый»:
Цицзи мог бы преодолеть 1000 ли за один день, но если измученная кляча проделает путь в десять этапов, то и она сможет преодолеть это расстояние. Собираетесь ли вы попытаться исчерпать неисчерпаемое и преследовать безграничное? Если вы это сделаете, то, хотя вы сломаете себе кости и изнашиваете свою плоть в этой попытке, в конце концов достичь своей цели будет невозможно.

夫驥一日而千里，駑馬十駕則亦及之矣。將以窮無窮，逐無極與？其折骨絶筋，終身不可以相及也。

### Хуайнань-цзы
В тексте Хуайнань-цзы (II век до н. э.) слово уцзи встречается шесть раз. В одном синтаксически игривом отрывке говорится, что мудрец может цюн уцюн (窮無窮 «исчерпать неисчерпаемое») и джи уцзи (極無極 «дойти до крайности из чрезвычайного»).
Только эти люди знают, как сохранить корень, из которого происходит все творение, и причины или предшественники всех дел жизни. Поэтому все они способны безгранично продолжать свои исследования и достичь того, чему нет конца; они понимают все досконально, без каких-либо заблуждений или заблуждений; они откликаются на все требования, как эхо на звук, и притом неутомимо; и эту способность можно назвать даром Небес.

萬物有所生，而獨知守其根；百事有所出，而獨知守其門。故窮無窮，極無極，照物而不眩，響應而不乏，此之謂天解。